# Larry Mathews
Larry Mathews (Burbank, California; 15 de agosto de 1955) es un actor estadounidense.
Es conocido por su papel como Richie Petrie en ¨The Dick Van Dyke Show¨.
Después de que la serie finalizara en 1966, Larry Mathews dejó actuar para su conseguir el graduado de la Universidad de California, Los Ángeles en 1976. También ha trabajado como un ejecutivo de cuenta y ha aparecido en numerosos programas televisivos para hablar su papel en ¨The Dick Van Dyke Show¨ .
Como actor, Mathews apareció en ¨The Dick Van Dyke Show Revisited¨ (2004), actuando como Richie.